# Erik Angner
Erik Johan Angner, född 4 december 1971 i Örnäsets församling i Luleå, är en svensk professor i praktisk filosofi vid Stockholms universitet.

## Biografi
Angner studerade filosofi och matematik på grundnivå vid Uppsala universitet, och han har en masterexamen i teoretisk filosofi från samma lärosäte. Angner doktorerade i såväl nationalekonomi som vetenskapsteori genom att lägga fram en avhandling om det förra ämnet 2004 och en avhandling om det senare ämnet 2005 efter forskarutbildning på University of Pittsburgh i USA.
Angner har efter att han doktorerade undervisat vid såväl University of Alabama som George Mason University. Sedan 2016 är Angner professor i praktisk filosofi vid Stockholms universitet.